# Hunyadi Rend

Hunyadi Mátyás címere

A Hunyadi Rend egy motoros közösség, megalakulása a 2004. december 5-i népszavazáshoz köthető. A kettős állampolgárságról szóló referendum eredménytelenül zárult. Erre válaszként jelent meg a Wild motoros magazin 112. számában egy felhívás. A lényege az volt, hogy ideje lenne a határon túli magyarságnak megmutatnunk igazi valónkat.

## A kezdetek
A társaság magja egy lajosmizsei motoros baráti kör tagjaiból verbuválódott. A felhívás kezdeményezője Bujdosó János (1974-2016) volt, akit szinte mindenki csak Janóként ismert. Az ő lelki vívódása révén kerültek egymás mellé azonos felfogású, segítőkész, magyarságuk mellett kiálló emberek. Ebből a kis csapatból vált később szervezett társasággá a Hunyadi Rend. Az ország különböző pontjairól érkeznek mindazok, akik vállalják, hogy cselekedeteikkel törekszenek saját magunk és környezetünk olyan átalakítására, hogy ez által is a magyarság és az azt összekötő Szent Korona méltóképpen megbecsült legyen. Minden évben egy-egy motoros segélytúrát szerveznek Böjte atya gyermekotthonaiba, folytatva ezzel a dévai motorostúrák hagyományát. 2016-ban, a cikk írásakor már 12. alkalommal indulnak útra a motorosok, hogy egy-egy tank benzin árával támogassák a nehéz sorsú gyerekek mindennapjait.

## Déva
Mára a Déva szó nem csak egy erdélyi település neve, több annál, egy hagyományé is. Az első dévai túrát követően minden év szeptemberében, az iskolakezdéshez igazodva megszervezésre kerül a motoros segélytúra. Ezek egyfajta zarándoklatok is, melyek lelki feltöltődést nyújtanak a mindennapi életből kiszakadt résztvevők számára. A csapat együtt motorozik a kiindulási pontról az abban az évben kiválasztott erdélyi gyermekotthonba, majd a gyermekek hangos éljenzése közepette bevonul az otthon udvarára. Egymás köszöntése után következik az, amire mindenki vár - gyermek motoroztatás. Ez mindig nagy odafigyeléssel, biztonságosan történik. Miután nagy nehézségek árán véget ér a gurulás, a résztvevők együtt töltik el a nap hátralévő részét. Ez általában ismerkedéssel, beszélgetésekkel, evés-ivással telik. Sokszor egy-egy zenekar is elkíséri a társaságot, így az esti táncház is éjszakába hajlóan folytatódik. Ha lehetőség nyílik rá, együtt vonulnak a gyerekekkel a templomba vagy vesznek részt Böjte Csaba atya szentmiséjén.

## Az eddigi déva túrák helyszínei
1. Déva - 2005.
2. Déva - 2006.
3. Déva - 2007.
4. Déva - 2008.
5. Gyergyószárhegy - 2009.
6. Torockó - 2010.
7. Déva - 2011.
8. Torockó - 2012.
9. Nagyszalonta - 2013.
10. Déva - 2014.
11. Székelyhíd - 2015.
12. Déva - 2016.
13. Nagyszalonta - 2017.

## Adományozás
A dévai túrák nevében is szerepel a "segélytúra" kifejezés, melynek célja az otthonok gyermekei számára megkönnyíteni a mindennapi életet. Mivel a túra jellegéből adódóan a motorosok nem tudnak tárgyi adományokat vinni, általában egy motor tanknyi üzemanyag ára az adományuk. Természetesen ki-ki saját lehetőségei szerint többet is felajánlhat. Esténként már hagyományosnak mondható az az árverés, melynek keretében egy-egy jellegzetes tárgy, helyi relikvia vagy külön erre az alkalomra készült vagy felajánlott művészeti alkotás az aukció szereplője. Az ebből befolyt összeg is az alapítványhoz kerül. Mindezért cserébe mindenkit megvendégelnek e helyiek, kifejezve ezzel is hálájukat az ott megjelenteknek.

## A társaság tagjai
A társaság tagjai az ország különböző pontjairól érkeznek. Mindenfelé eljutott a hír a túrákról, ezért számtalan helyszínről jelentkeznek a résztvevők. Azok, akik elhivatottságot éreznek és megfelelnek a tagok és a vezetőség elvárásainak, csatlakozhatnak a csapathoz. Minden olyan jelentkezőről – aki 20 éven felüli magyar anyanyelvű, motoros életformához kötődő személy – a kapitányi testület jóváhagyása mellett a rendi gyűlés dönt. Későbbi taggá csak az válhat, aki a Renddel együtt mozog, azonosul, elfogadja életnormáit.

## A címer
A Rend címere, jelvénye a módosított Hunyadi-címer, amit kitűzőn, zászlón is megjelenítenek. A teljes jogú rendi tagság megkülönböztető jele.

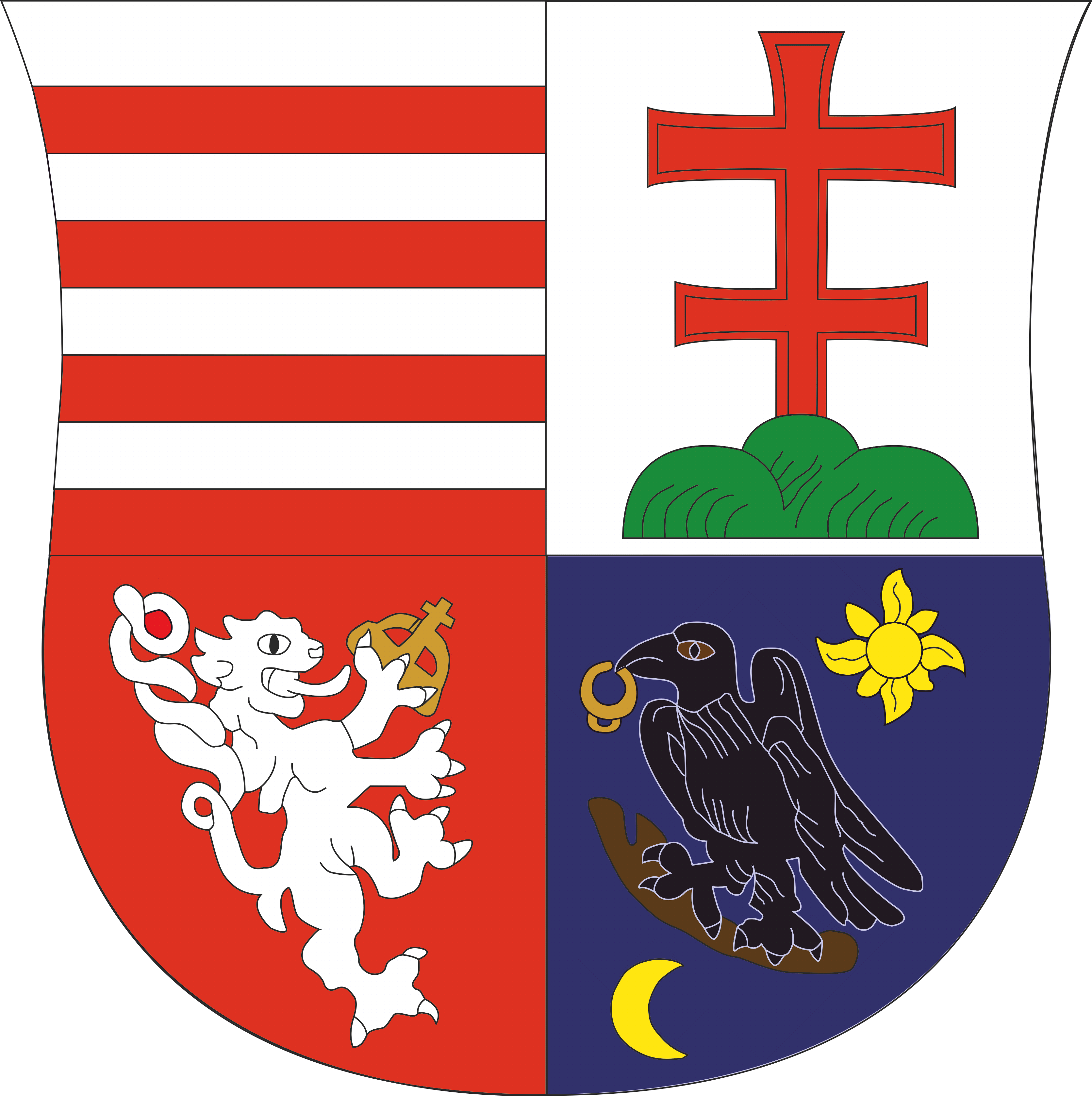
A Hunyadi Rend címere